# Idrettsklubben Start 1992
Questa pagina raccoglie i dati riguardanti l'Idrettsklubben Start nelle competizioni ufficiali della stagione 1992.

## Stagione
Lo Start chiuse il campionato al terzo posto finale. L'avventura in Coppa di Norvegia terminò invece al quarto turno, con l'eliminazione per mano del Rosenborg. I calciatori più utilizzati in campionato furono Helge Bjønsaas, Jørgen Hammersland, Tore Løvland, Frode Olsen, Morten Ørum Pettersen, Frank Strandli, Viggo Strømme e Arild Tønnessen, ciascuno con 22 presenze (non saltarono neppure un incontro). Il miglior marcatore fu Frank Strandli, con 16 reti.

## Rosa
| N. |                     | Ruolo | Calciatore         |
| -- | ------------------- | ----- | ------------------ |
|    | Norvegia (bandiera) | P     | Frode Olsen        |
|    | Norvegia (bandiera) | D     | Helge Bjønsaas     |
|    | Norvegia (bandiera) | D     | Bård Borgersen     |
|    | Norvegia (bandiera) | D     | Claus Eftevaag     |
|    | Norvegia (bandiera) | D     | Jørgen Hammersland |
|    | Norvegia (bandiera) | D     | Sverre Huseby      |
|    | Norvegia (bandiera) | D     | Tor Åge Larsen     |
|    | Norvegia (bandiera) | D     | Paul Richardsen    |
|    | Norvegia (bandiera) | D     | Viggo Strømme      |
|    | Norvegia (bandiera) | C     | Bent Trygve Hansen |

| N. |                     | Ruolo | Calciatore            |
| -- | ------------------- | ----- | --------------------- |
|    | Norvegia (bandiera) | C     | Øyvind Klausen        |
|    | Norvegia (bandiera) | C     | Tore Løvland          |
|    | Norvegia (bandiera) | C     | Erik Mykland          |
|    | Norvegia (bandiera) | C     | Morten Ørum Pettersen |
|    | Norvegia (bandiera) | C     | Frank Våge Skårdal    |
|    | Norvegia (bandiera) | A     | Ivar Sigurdsen        |
|    | Norvegia (bandiera) | A     | Frank Strandli        |
|    | Norvegia (bandiera) | A     | Jens Petter Toft      |
|    | Norvegia (bandiera) | A     | Arild Tønnessen       |

## Calciomercato

### Sessione invernale
| Acquisti | Acquisti       | Acquisti     | Acquisti   |
| R.       | Nome           | da           | Modalità   |
| -------- | -------------- | ------------ | ---------- |
| P        | Frode Olsen    | Strømsgodset | definitivo |
| D        | Helge Bjønsaas | Haugar       | definitivo |

| Cessioni | Cessioni             | Cessioni  | Cessioni   |
| R.       | Nome                 | a         | Modalità   |
| -------- | -------------------- | --------- | ---------- |
| P        | Dumitru Moraru       |           | ritiro     |
| D        | Sjur Eftevåg         |           | svincolato |
| C        | Tommy Svindal Larsen | Odd       | prestito   |
| A        | Tore André Dahlum    | Rosenborg | definitivo |
| A        | Olav Klepp           |           | svincolato |

### Sessione estiva
| Acquisti | Acquisti | Acquisti | Acquisti |
| R.       | Nome     | da       | Modalità |
| -------- | -------- | -------- | -------- |

| Cessioni | Cessioni | Cessioni | Cessioni |
| R.       | Nome     | a        | Modalità |
| -------- | -------- | -------- | -------- |

## Risultati

### Eliteserien

#### Girone di andata
| Arbitro: | Halle (Molde) |

|                             |           |               |
| Strandli 23’, 34’, 75’, 78’ | Marcatori | 45’ Hillestad |

| Arbitro: | Aass |

|          |           |              |
| Aase 39’ | Marcatori | 62’ Strandli |

| Minde 10 maggio 1992, ore ??:?? 3ª giornata | Start    | 0 – 0 referto | Brann | Øverl. Minde (6.911 spett.)\| Arbitro: \| Pedersen \| |
| Arbitro:                                    | Pedersen |               |       |                                                       |

| Arbitro: | Thorp |

|             |           |                                       |
| Bergman 44’ | Marcatori | 58’ Pettersen 72’ Strandli 90’ Larsen |

| Arbitro: | Ditlefsen |

|                                                 |           |  |
| Tønnessen 2’, 66’ Strandli 55’, 80’ Mykland 61’ | Marcatori |  |

| Arbitro: | Olsen (Kristiansand) |

|                            |           |                           |
| Espejord 45’ Rushfeldt 57’ | Marcatori | 2’ Tønnessen 65’ Strandli |

| Arbitro: | Haugstad |

|                          |           |           |
| Tønnessen 63’ Hansen 89’ | Marcatori | 61’ Dahle |

| Arbitro: | Thorp |

|                                                            |           |  |
| Dahlum 25’, 70’ Skammelsrud 36’, 53’ Ingebrigtsen 43’, 75’ | Marcatori |  |

| Arbitro: | Olsen (Kristiansand) |

|                                              |           |            |
| Tønnessen 14’ Eftevaag 18’, 87’ Bjønsaas 50’ | Marcatori | 10’ Olsson |

| Arbitro: | Rogstad |

|             |           |            |
| Belsvik 69’ | Marcatori | 34’ Hansen |

| Arbitro: | Bondal |

|                            |           |                              |
| Strandli 15’ Tønnessen 70’ | Marcatori | 10’ Gulbrandsen 65’ Nysæther |

#### Girone di ritorno
| Arbitro: | Kjelbrott |

|            |           |                            |
| H. Flo 29’ | Marcatori | 22’ Bjønsaas 87’ Pettersen |

| Arbitro: | Larsgård |

|             |           |            |
| Klausen 52’ | Marcatori | 65’ Nilsen |

| Arbitro: | Pedersen |

|  |           |              |
|  | Marcatori | 39’ Strandli |

| Arbitro: | Nervik |

|  |           |             |
|  | Marcatori | 46’ Bergman |

| Arbitro: | Aass |

|            |           |                           |
| Sundby 55’ | Marcatori | 31’ Strandli 65’ Bjønsaas |

| Arbitro: | Hermansen |

|             |           |  |
| Klausen 36’ | Marcatori |  |

| Arbitro: | Hauge (Bergen) |

|  |           |              |
|  | Marcatori | 90’ Strandli |

| Arbitro: | Kjelbrott |

|  |           |                                                     |
|  | Marcatori | 5’ Bragstad 8’ Dahlum 47’ Leonhardsen 50’ Bjørnebye |

| Arbitro: | Johannessen |

|              |           |  |
| Hesjedal 48’ | Marcatori |  |

| Arbitro: | Pedersen |

|                                     |           |  |
| Tønnessen 6’, 26’ Strandli 19’, 56’ | Marcatori |  |

| Arbitro: | Aass |

|                                          |           |                            |
| Mjelde 27’ Erlandsen 44’ Gulbrandsen 76’ | Marcatori | 66’ Tønnessen 72’ Strandli |

### Coppa di Norvegia
|  | Flekkefjord | 0 – 1 | Start |  |

|  | Øyestad | 0 – 6 | Start |  |

|                                              | Start                | 1 – 1 (d.t.s.) | Odd |  |
| \| \| \| \| \| \| Tiri di rigore 4 – 3 \| \| |                      |                |     |  |
|                                              |                      |                |     |  |
|                                              | Tiri di rigore 4 – 3 |                |     |  |

| 22 luglio 1992                                | Start     | 0 – 1 (d.t.s.) referto | Rosenborg |  |
| \| \| \| \| \| \| Marcatori \| 120’ Dahlum \| |           |                        |           |  |
|                                               |           |                        |           |  |
|                                               | Marcatori | 120’ Dahlum            |           |  |

## Statistiche

### Statistiche di squadra
| Competizione      | Punti | In casa | In casa | In casa | In casa | In casa | In casa | In trasferta | In trasferta | In trasferta | In trasferta | In trasferta | In trasferta | Totale | Totale | Totale | Totale | Totale | Totale | DR  |
| Competizione      | Punti | G       | V       | N       | P       | Gf      | Gs      | G            | V            | N            | P            | Gf           | Gs           | G      | V      | N      | P      | Gf     | Gs     | DR  |
| ----------------- | ----- | ------- | ------- | ------- | ------- | ------- | ------- | ------------ | ------------ | ------------ | ------------ | ------------ | ------------ | ------ | ------ | ------ | ------ | ------ | ------ | --- |
| Eliteserien       | 39    | 11      | 6       | 3       | 2       | 23      | 11      | 11           | 5            | 3            | 3            | 15           | 17           | 22     | 11     | 6      | 5      | 38     | 28     | +10 |
| Coppa di Norvegia | -     | 2       | 0       | 1       | 1       | 1       | 2       | 2            | 2            | 0            | 0            | 7            | 0            | 4      | 2      | 1      | 1      | 8      | 2      | +6  |
| Totale            | -     | 13      | 6       | 4       | 3       | 24      | 13      | 13           | 7            | 3            | 3            | 22           | 17           | 26     | 13     | 7      | 6      | 46     | 30     | +16 |

### Statistiche dei giocatori
| Giocatore      | Eliteserien | Eliteserien | Coppa di Norvegia | Coppa di Norvegia | Totale   | Totale |
| Giocatore      | Presenze    | Reti        | Presenze          | Reti              | Presenze | Reti   |
| -------------- | ----------- | ----------- | ----------------- | ----------------- | -------- | ------ |
| H. Bjønsaas    | 22          | 3           | ?                 | ?                 | 22+      | 3+     |
| B. Borgersen   | 4           | 0           | ?                 | ?                 | 4+       | 0+     |
| C. Eftevaag    | 19          | 2           | ?                 | ?                 | 19+      | 2+     |
| J. Hammersland | 22          | 0           | ?                 | ?                 | 22+      | 0+     |
| B. Hansen      | 12          | 2           | ?                 | ?                 | 12+      | 2+     |
| S. Huseby      | 5           | 0           | ?                 | ?                 | 5+       | 0+     |
| Ø. Klausen     | 21          | 2           | ?                 | ?                 | 21+      | 2+     |
| T. Larsen      | 3           | 1           | ?                 | ?                 | 3+       | 1+     |
| T. Løvland     | 22          | 0           | ?                 | ?                 | 22+      | 0+     |
| E. Mykland     | 21          | 1           | ?                 | ?                 | 21+      | 1+     |
| F. Olsen       | 22          | 0           | ?                 | ?                 | 22+      | 0+     |
| M. Pettersen   | 22          | 2           | ?                 | ?                 | 22+      | 2+     |
| P. Richardsen  | 5           | 0           | ?                 | ?                 | 5+       | 0+     |
| I. Sigurdsen   | 1           | 0           | ?                 | ?                 | 1+       | 0+     |
| F. Skårdal     | 2           | 0           | ?                 | ?                 | 2+       | 0+     |
| F. Strandli    | 22          | 16          | ?                 | ?                 | 22+      | 16+    |
| V. Strømme     | 22          | 0           | ?                 | ?                 | 22+      | 0+     |
| J. Toft        | 2           | 9           | ?                 | ?                 | 2+       | 9+     |
| A. Tønnessen   | 22          | 9           | ?                 | ?                 | 22+      | 9+     |